# Quai de Bezons
Le quai de Bezons est une voie de communication située à Argenteuil, dans le département des Val-d'Oise, en France.

## Situation et accès

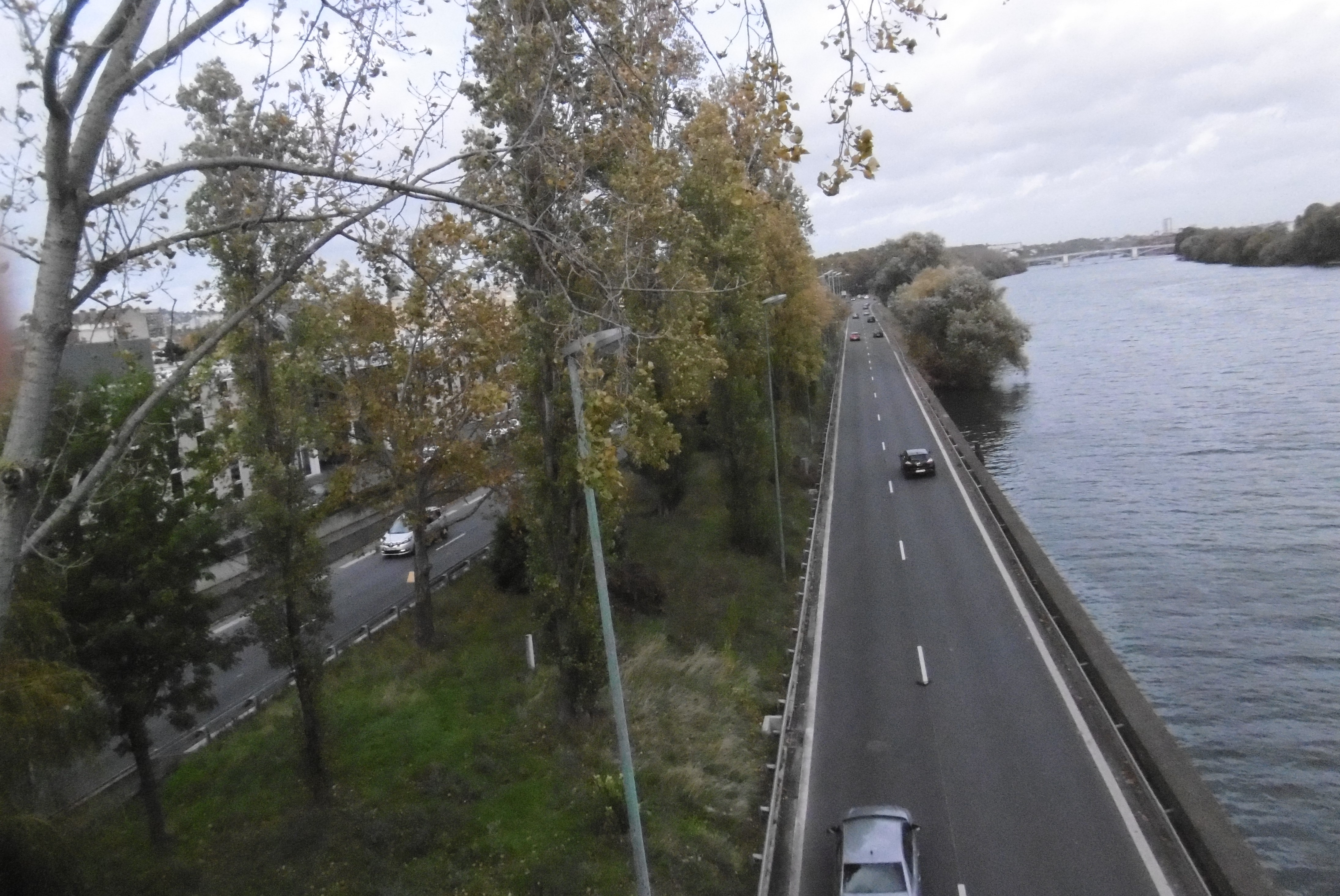
La Seine en amont, vue du pont-aqueduc, en novembre 2019.

Partant du sud-ouest, il marque l'extrémité sud du boulevard Héloïse, passe le pont d'Argenteuil, et rencontre à nouveau le boulevard Héloïse.
Il suit la tracé de la route départementale 311.

## Origine du nom
Son nom fait référence à la ville de Bezons.
Il est parfois appelé quais de Seine.

## Historique
C'est un ancien chemin de halage.

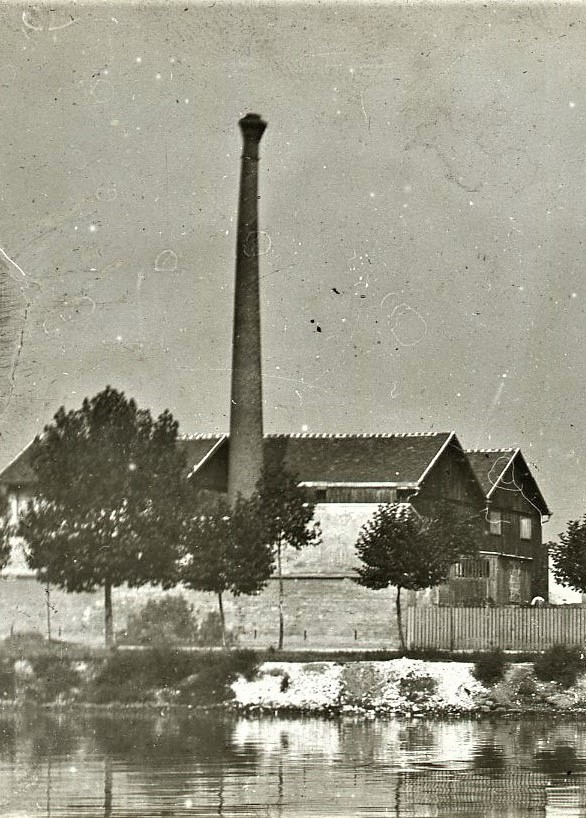
Une usine quai de Bezons, au début du XXe siècle.

Il était autrefois desservi par la ligne de tramway no 64, dite Bezons-Quai - Porte Champerret.

## Bâtiments remarquables et lieux de mémoire
- Pont-aqueduc de Colombes.
- Pont d'Argenteuil.
- Parc des Berges de Seine[3].

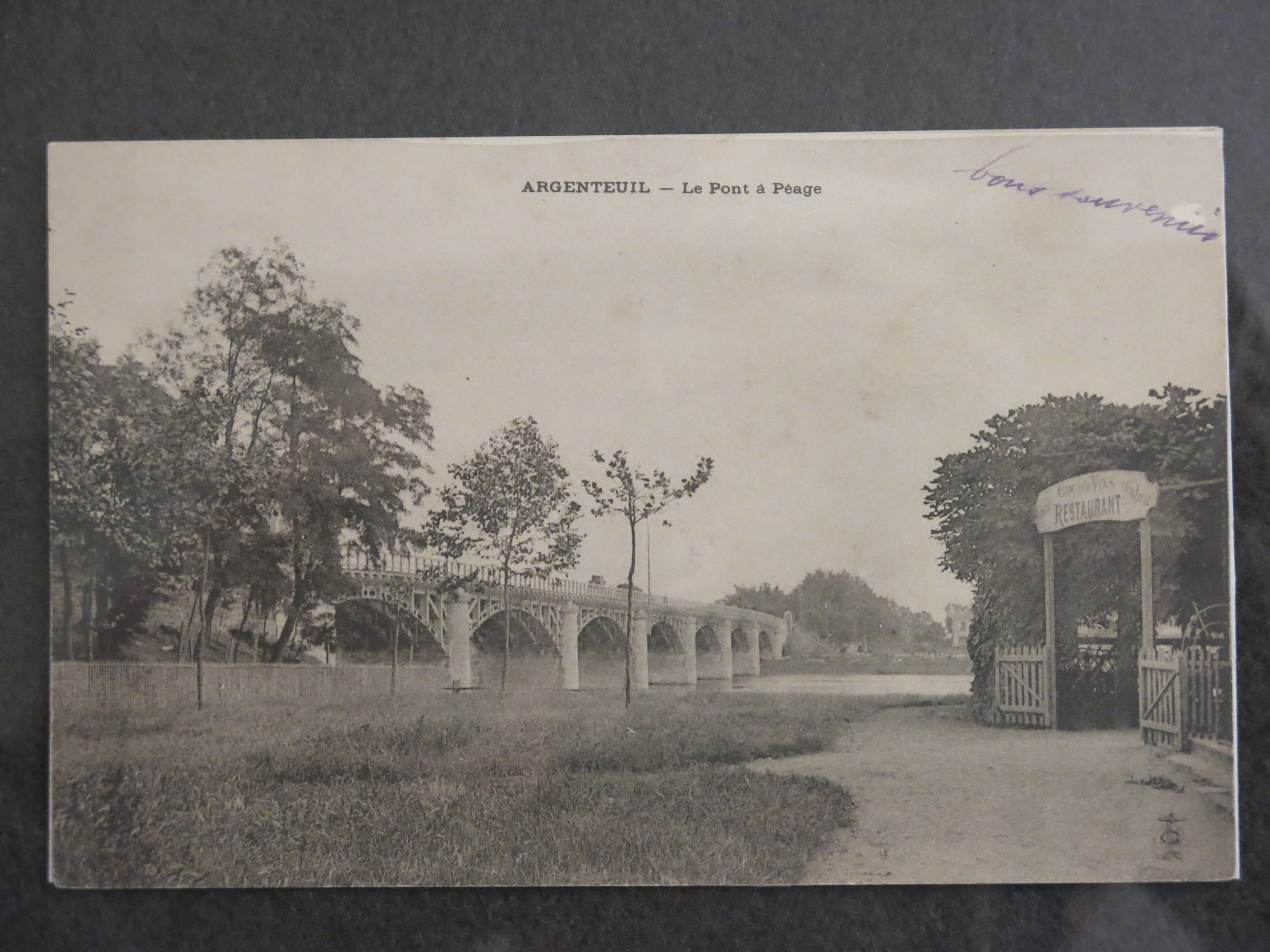
Le pont d'Argenteuil, dit pont à péage, côté Argenteuil, vers 1900.

- Au no 158, anciens établissements Leduc[4].
- Laboratoires des établissements Hédiard[5].